# Hvožďany (kraj pilzneński)
Hvožďany – wieś i gmina w Czechach, w powiecie Domažlice, w kraju pilzneńskim. Według danych z dnia 1 stycznia 2013 liczyła 33 mieszkańców.